# Gaig gorjablanc
El gaig gorjablanc (Cyanolyca mirabilis) és una espècie d'ocell de la família dels còrvids (Corvidae) que habita boscos de les muntanyes del sud-oest de Mèxic, a Guerrero i Oaxaca.